# Liste der Ehrenbürger von Heustreu
Die Ehrenbürgerwürde ist die höchste Auszeichnung der Gemeinde Heustreu.
Bislang wurden fünf Personen zu Ehrenbürgern ernannt.
Hinweis: Die Auflistung erfolgt chronologisch nach Datum der Zuerkennung.

## Die Ehrenbürger der Gemeinde Heustreu
1. Wilhelm Hüllmantel (* 10. März 1878; † 15. September 1961)
Fabrikant
Verleihung ??
Hüllmantel wurde in Heustreu als Sohn eines Landwirts geboren. Nach der Volksschule ließ er sich zum Spengler ausbilden und ging anschließend auf Wanderschaft durch Deutschland und Italien. In Dresden lernte er das Emaillieren und seine Frau kennen. Mit deren Mitglift baute er in Neustadt/Saale gemeinsam mit seinen Brüdern ab 1911 die Fränkischen Emaillier- & Stanzwerke der Gebrüder Wilhelm, Sebastian und Franz Hüllmantel auf. Hergestellt wurde emailliertes Küchengeschirr. Die Zeit des Zweiten Weltkriegs verbrachte er im Exil in der Schweiz. Nach Kriegsende kehrte er zurück und baute das Unternehmen neu auf. 1961 wurde es verkauft. Seine Heimatgemeinde unterstützte er mit finanziellen Zuwendungen, so für die Restaurierung der Michaelskirche und für die Vereine des Ortes.
2. Adelheid Reder (* 16. Dezember 1894; † 19. August 1976)
Lehrerin
Verleihung 1959
Reder stammte aus Kleineibstadt. Nach der Mittleren Reife besuchte sie die Lehrerbildungsanstalt in Würzburg. 1919 kam sie als Lehrerin nach Heustreu. Als Schulleiter Weinig während des Zweiten Weltkriegs eingezogen wurde, übernahm sie dessen Aufgaben. Mit dem Einmarsch der US-Armee wurde sie entlassen, kehrte aber 1947 wieder in den Schuldienst zurück. 1959 trat sie in den Ruhestand. Anlässlich ihrer Verabschiedung ernannte der Gemeinderat sie einstimmig zur Ehrenbürgerin.
3. Clemens Oeftering (* 12. Januar 1914; † 13. Juni 2004)
Pfarrer
Verleihung ?
Oeftering empfing am 28. Februar 1937 in Würzburg die Weihe zum Priester. Nach Kaplansstellen in Waldaschaff, Würzburg, Aschaffenburg, Meiningen, Schweinfurt und Sennfeld kam er am 8. Juli 1951 nach Heustreu. Dort war er bis zum 30. November 1979 seelsorgerisch tätig. Er ließ die Pfarrkirche neu errichten und initiierte die Restaurierung der Michaelskirche.
4. Konstantin Werner (* 15. September 1917; † 13. Juli 2009)
Bürgermeister
Verleihung am 1. Mai 1978
Werner kam nach der Volksschule an die Klosterschule Münsterschwarzach, an der er das Abitur ablegte. Beim Bayernbräu in Bad Neustadt absolvierte er eine kaufmännische Ausbildung und war dort bis zum Eintritt in den Ruhestand tätig. Nach dem Tod von Bürgermeister Andreas Troibner übernahm er zunächst kommissarisch die Amtsgeschäfte und wurde bei der Neuwahl zum Bürgermeister von Heustreu gewählt. In seine Amtszeit fällt der Neubau der Umgehungsstraße, der Bau der Leichenhalle, der Kanalisation und der Kläranlage. Maßgeblich bereitete er die Gründung der Verwaltungsgemeinschaft Heustreu vor.
5. Hugo Gütling (* 3. August 1936)
Bürgermeister
Verleihung ?
Gütling besuchte die Volksschule und die Landwirtschaftliche Berufsschule und übernahm 1959 den elterlichen Hof. 1971 gab er die Vollerwerbslandwirtschaft auf und wurde Angestellter bei der Post. 1978 wurde er zum Bürgermeister von Heustreu gewählt. Er blieb bis 1996 im Amt. Während seiner Amtszeit wurden die Festhalle und der Kindergarten neu gebaut sowie die Dorferneuerung eingeleitet.